# Elezioni europee del 1989 in Lussemburgo
Le elezioni europee del 1989 in Lussemburgo si sono tenute il 13 giugno.

## Risultati
| Liste  | Liste                                     | Gruppo | Voti    | %     | Seggi |
| ------ | ----------------------------------------- | ------ | ------- | ----- | ----- |
|        | Partito Popolare Cristiano Sociale        | PPE    | 57.770  | 34,87 | 3     |
|        | Partito Operaio Socialista Lussemburghese | SOC    | 42.153  | 25,45 | 2     |
|        | Partito Democratico                       | LDR    | 33.042  | 19,95 | 1     |
|        | Lista Verde d'Iniziativa Ecologista       | -      | 10.176  | 6,14  | -     |
|        | Partito Comunista del Lussemburgo         | -      | 7.799   | 4,71  | -     |
|        | Partito d'Alternativa Verde               | -      | 7.154   | 4,32  | -     |
|        | Movimento Nazionale                       | -      | 4.811   | 2,90  | -     |
|        | Altri                                     | -      | 2.752   | 1,66  | -     |
| Totale | Totale                                    | Totale | 165.657 |       | 6     |